# Route nationale 800
Die Route nationale 800, kurz N 800 oder RN 800, war eine französische Nationalstraße, die von 1933 bis 1973 zwischen Cherbourg-Octeville und einer Kreuzung mit der Route nationale 172 in Agneaux bei Saint-Lô verlief. Ihre Länge betrug 90,5 Kilometer.